# オレゴンシティ (オレゴン州)
オレゴンシティ（英: Oregon City）は、アメリカ合衆国オレゴン州クラカマス郡にある都市であり、同郡の郡庁所在地。人口は3万7572人（2020年）。オレゴンシティはロッキー山脈の西では最初に法人化された都市である。
市のモットーはUrbs civitatis nostrae prima et mater、すなわち「我が州の最初の町かつマザータウン」であり、市章にも表示されている。

## 歴史

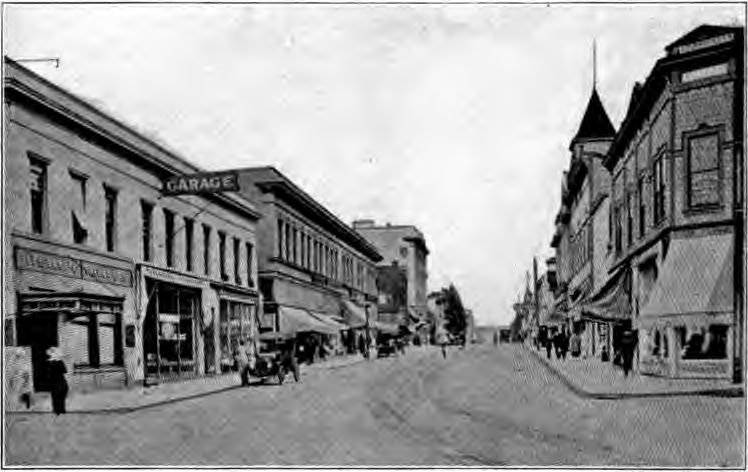
1920年頃のメインストリート

オレゴンシティは近年でこそウィラメットバレーにおける大型製紙工場が幾つかある場所として知られているが、オレゴン・カントリーの初期には重要な役割を果たした。1829年にハドソン湾会社のジョン・マクローリンが設立した。クラカマス川がウィラメット川に合流する地点に近く、ウィラメット滝の水力を活かして製材所が造られた。1840年代と1850年代にはオレゴン・トレイルを通って旅してきた者達がその道の終端として土地の権利を申請するための目的地になっていた。この町が1844年に法人化された後、1848年にオレゴン準州が設立されてから1851年まで準州の州都になっていた。当時は地域での優先順位をポートランド市と競っていた。1846年に発刊された新聞「オレゴン・スペクテーター」はロッキー山脈の西では最初に発行された新聞だった。市の中心部は市の設立当初からの家屋や建物を保存することで、歴史を偲ばせる風格を残している。

## 地理
オレゴンシティは北緯45度21分26秒 西経122度36分26秒 / 北緯45.35722度 西経122.60722度に位置する。

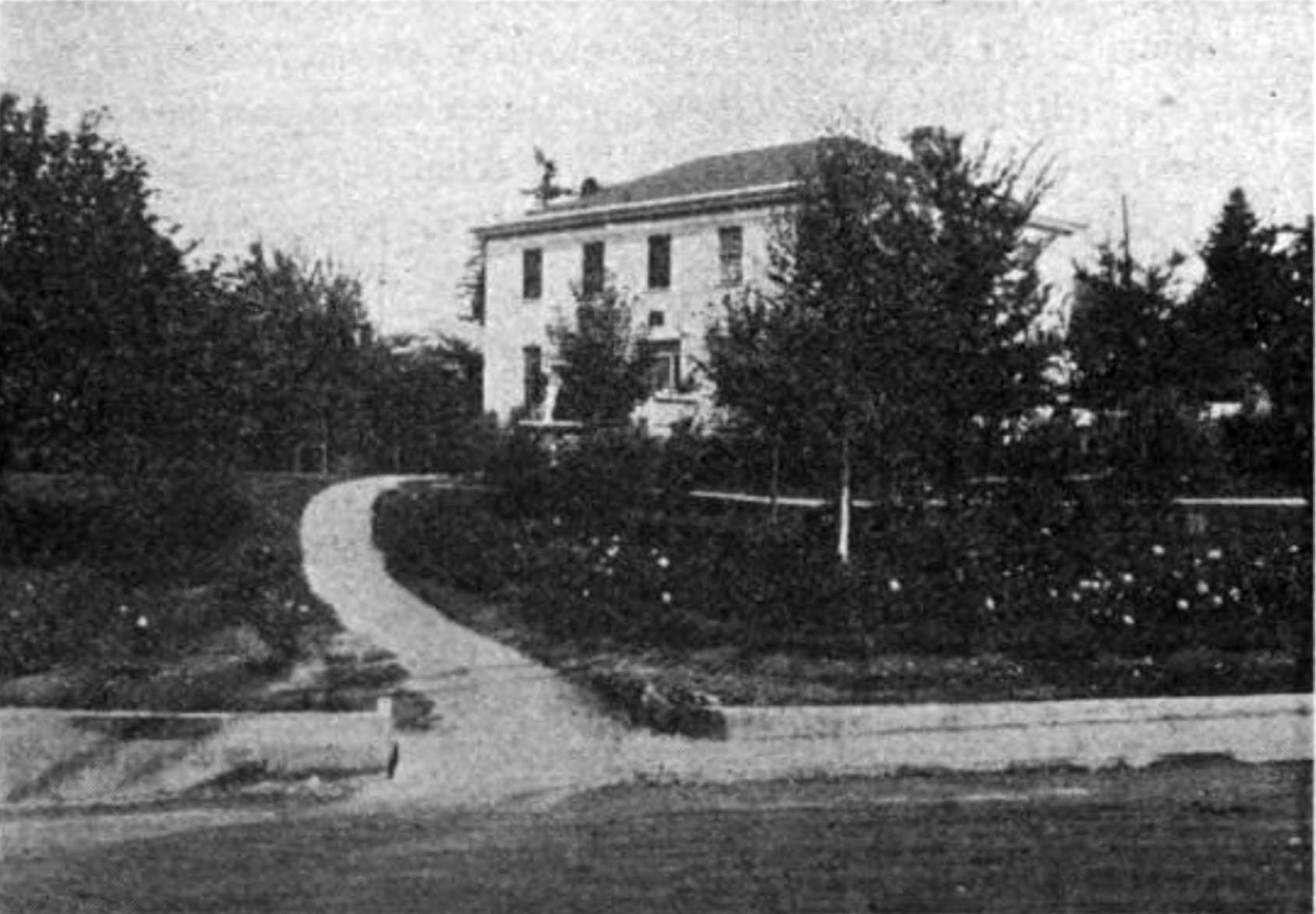
マクローリンの家

アメリカ合衆国国勢調査局に拠れば、市域全面積は8.4平方マイル (21.6 km2)、このうち陸地は8.1平方マイル (21.1 km2)、水域は0.2平方マイル (0.5 km2)で水域率は2.52％である。

### 水路
市内の主要水路として市の北西部を流れるウィラメット川と、市の北でこれに合流するクラカマス川がある。ウィラメット川はオレゴンシティとウェストリンとの市境になっている。クラカマス川はオレゴンシティとグラッドストーンとの市境になっている。
ウィラメット川の支流としてアバーネシー・クリークとシンガー・クリークがある。ニューウェル・クリークはアバーネシー・クリークの支流であり、市の東部市境にある渓谷を流れている。
ウェストリンにあるウィラメット滝閘門はウィラメット滝の近くにある。アメリカ合衆国でも最初の多段式閘門であり、現在でも使われているが、国立歴史史史跡になっている。アメリカ合衆国で最初の長距離送電は、オレゴンシティで発電された電力を22キロメートル離れたポートランドに送ったものだった。

### 地形

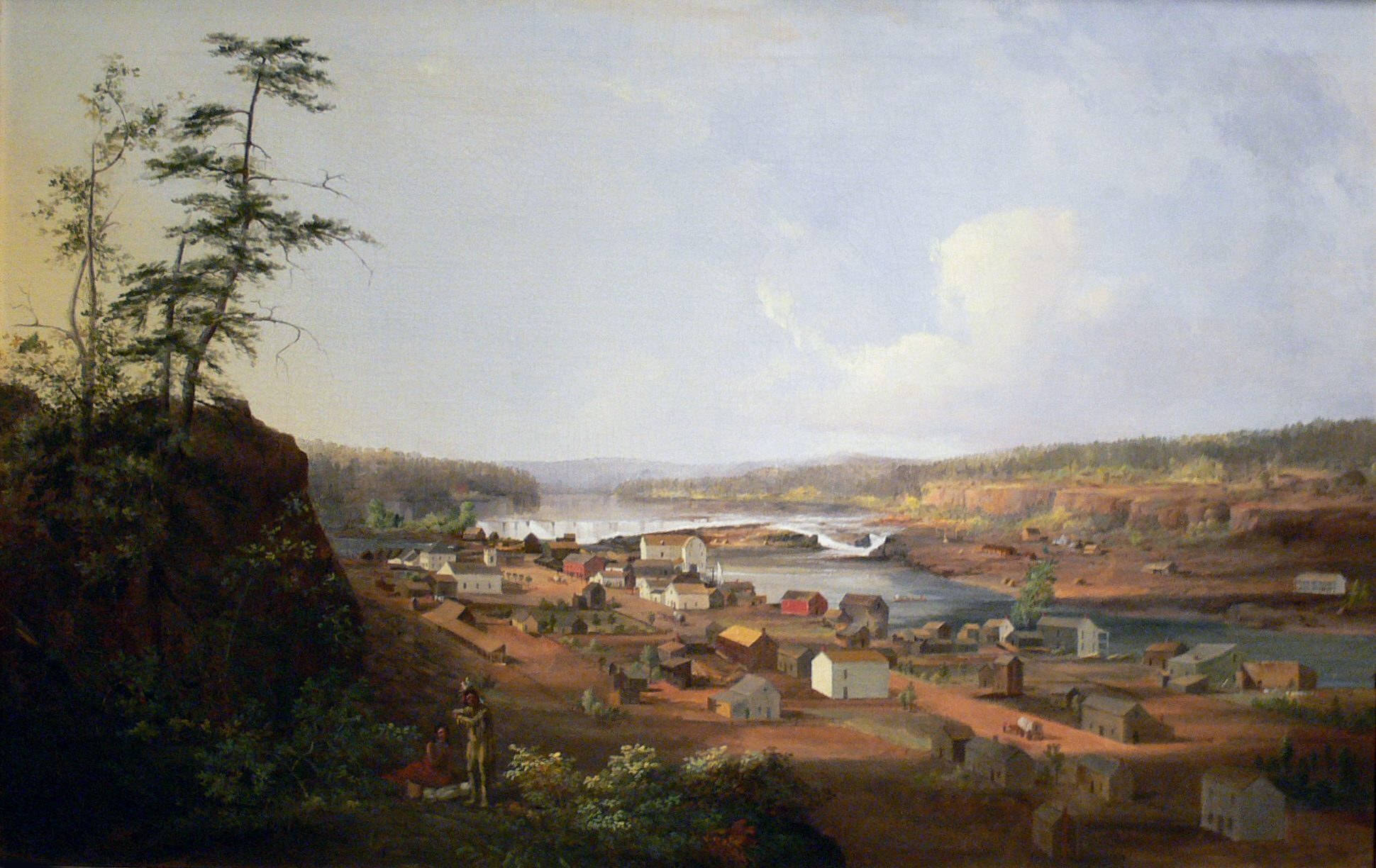
1850年から1852年頃のオレゴンシティ

オレゴンシティはアッパー地域とローワー地域に分かれている。ローワー地域はウィラメット川の岸にあり、アッパー地域はコロンビア川台地の玄武岩で構成される崖の上にある。長年、インディアン道が2つの地域を繋いでいたが、19世紀に階段が造られた。1915年に水力を利用したオレゴンシティ市営エレベーターが建設されて2つの地域が繋がれ、1920年代には電力に転換された。1952年には「できるだけ簡素で装飾無し」という仕様で新しい電動エレベーターが建設された。

### 地区
オレゴンシティには公式の地区協会が代表する地区が幾つかある。
- パーク・プレイス、市の北東隅にあり、アバーネシー・グリーンを見下ろす崖の上にある。この地区には住宅開発プロジェクトがあり、また多くの田園部もある。パーク・プレイスは元独立したコミュニティだったが、市域外の未編入領域も含んでいる。当初はクラカマスという名前で呼ばれ（現在は3マイル1（5 km) 北の町に使われている）、ペーパーミルを経て、現在のパーク・プレイスとなっている。これは近くのゲーリー・オークグローブにある公園に因むものである。パーク・プレイスは1889年に区画整理され、翌年郵便局が造られた。暫くの間地名は「パークプレイス」に変えられていた[7]。
- マクローリン、北西部はワシントン通りとシンガーヒル、北東部と東部はアバーネシー・クリークを見下ろす崖、南部はディビジョン通りを境界にしている。西はカネマー地区境界まで拡がっている。ジョン・マクローリンの家と市営エレベーター上側入口がこの地区にある。
- バークレーヒルズ、西はリバークレスト公園、東は市境、北はマクローリン地区との境、南はワーナー・ミルン道路を境界にしている。この地区はモラリア・アベニューで2分されている。モラリア・アベニューは元オレゴン州道213号線だったが、州道は東にオレゴンシティ・バイパスができて指定を変えられた。
- カネマー、オレゴン州道99号線東に沿ってあり、ウィラメット川と崖に挟まれた帯状の土地である。かつては独立した都市だったが、オレゴンシティに併合された。カネマーは1845年に設立され、長年ウィラメット滝を迂回する陸送路だった。インディアンの酋長の名前を採って名付けられたと考えられている[7]。
- リバークレスト、リバークレスト公園を含み、西のウィラメット川を見下ろす住宅地区である。
- サウスエンド、リバークレスト公園の南西にある。サウスエンド道路とワーナー・パロット道路の交差点を中心にしており、現在は無くなったがドライブインシアターがあった。
- ヘイゼルグローブ・ウェストリングファーム、市の最南西隅にある。ウィラメット川上の崖と南の未編入領域の間にある。
- タワービスタ、サウスエンドの南東、ヘイゼルグローブ・ウェストリングファームの東にある。東と南東はリーランド道路が境界になっている。
- ヒレンデール、ワーナー・ミルン道路の南東、リーランド道路の東、クレアモントウェイとビーバークリーク道路の北、オレゴン州道213号線と市境の西にある。元の市役所があった場所であり、またクラカマス郡刑務所もある。
- ガフニーレーン、ガフニーレーン小学校を中心にヒレンデールの南、オレゴン州道213号線の西、市境の北と東に囲まれている。
- コーフィールド、パーク・プレイスの南、オレゴン州道213号線の東にある部分を含んでいる。クラカマス・コミュニティ・カレッジやオレゴンシティ高校がある。

さらにオレゴンシティ中心街はアバーネシー・グリーンに沿って、州間高速道路205号線の北の部分を含んでいるが、地区協会は無い

## 気候
| オレゴンシティの気候                | オレゴンシティの気候 | オレゴンシティの気候 | オレゴンシティの気候 | オレゴンシティの気候 | オレゴンシティの気候 | オレゴンシティの気候 | オレゴンシティの気候 | オレゴンシティの気候 | オレゴンシティの気候 | オレゴンシティの気候 | オレゴンシティの気候 | オレゴンシティの気候 | オレゴンシティの気候 |
| 月                                  | 1月                  | 2月                  | 3月                  | 4月                  | 5月                  | 6月                  | 7月                  | 8月                  | 9月                  | 10月                 | 11月                 | 12月                 | 年                   |
| ----------------------------------- | -------------------- | -------------------- | -------------------- | -------------------- | -------------------- | -------------------- | -------------------- | -------------------- | -------------------- | -------------------- | -------------------- | -------------------- | -------------------- |
| 平均最高気温 °C （°F）              | 9 (48)               | 12 (53)              | 14 (58)              | 17 (63)              | 21 (70)              | 24 (76)              | 28 (83)              | 28 (83)              | 26 (78)              | 19 (66)              | 12 (53)              | 8 (47)               | 18.24 (64.83)        |
| 平均最低気温 °C （°F）              | 2 (36)               | 3 (37)               | 4 (40)               | 6 (43)               | 9 (48)               | 11 (52)              | 13 (56)              | 13 (56)              | 11 (52)              | 8 (46)               | 4 (40)               | 2 (36)               | 7.32 (45.17)         |
| 降水量 mm （inch）                  | 167.4 (6.59)         | 140 (5.51)           | 119 (4.7)            | 87.9 (3.46)          | 94 (3.7)             | 46.5 (1.83)          | 21.1 (.83)           | 25 (1.0)             | 49 (1.93)            | 88.4 (3.48)          | 172.5 (6.79)         | 183.6 (7.23)         | 1,169.7 (46.05)      |
| 出典：The Weather Channel 2010年8月 |                      |                      |                      |                      |                      |                      |                      |                      |                      |                      |                      |                      |                      |

## 人口動態
以下は2000年国勢調査による人口統計データである。
| 基礎データ - 人口: 25,754人 - 世帯数: 9,471世帯 - 家族数: 6,667家族 - 人口密度: 1,221.6人/km2（3,163.9人/mi2） - 住居数: 10,110軒 - 住居密度: 479.5軒/km2（1,242.0軒/mi2） 人種別人口構成 - 白人: 92.44% - アフリカン・アメリカン: 0.58% - ネイティブ・アメリカン: 1.08% - アジア人: 1.12% - 太平洋諸島系: 0.11% - その他の人種: 2.15% - 混血: 2.53% - ヒスパニック・ラテン系: 4.98% 年齢別人口構成 - 18歳未満: 27.0% - 18-24歳: 10.3% - 25-44歳: 32.5% - 45-64歳: 20.5% - 65歳以上: 9.7% - 年齢の中央値: 33歳 - 性比（女性100人あたり男性の人口） - 総人口: 96.8 - 18歳以上: 94.7 | 世帯と家族（対世帯数） - 18歳未満の子供がいる: 36.6% - 結婚・同居している夫婦: 53.0% - 未婚・離婚・死別女性が世帯主: 12.3% - 非家族世帯: 29.6% - 単身世帯: 22.4% - 65歳以上の老人1人暮らし: 7.8% - 平均構成人数 - 世帯: 2.62人 - 家族: 3.06人 収入と家計 - 収入の中央値 - 世帯: 45,531米ドル - 家族: 51,597米ドル - 性別 - 男性: 38,699米ドル - 女性: 29,547 米ドル - 人口1人あたり収入: 19,870米ドル - 貧困線以下 - 対人口: 8.9% - 対家族数: 6.5% - 18歳未満: 11.0% - 65歳以上: 7.5% |

## 経済
オレゴンシティは設立以来その経済は林業に大きく依存してきたが、1980年代に太平洋岸北西部の林業が衰退を始めた。その最盛期には市内と周辺の町で幾つかの製材所が操業していたが、現在は製紙工場1つを除いて閉鎖された。
現在では著名ハイテク産業や軽工業関連の企業が幾つかある。その中には高級刃物の製造社ベンチメードがある。クローム・システムズ社（元クロームデータ）が設立されていたが、拠点を近くのポートランドに移した。北西部で事業を展開している保険ブローカー業の大手メドリスクLLCがオレゴンシティに本社を置いている。2006年にアンダーソン・ベンディングがオレゴンシティを新しい本社所在地に選んだ。

## 教育
オレゴンシティと周辺の町幾つかの公共教育はオレゴンシティ教育学区が管轄している。この学区には小学校10校、中学校2校、伝統的4年制高校1校およびオルターナティブ中等学校1校が入っている。学区内の幾つかの学校は英語とスペイン語のバイリンガル教育を行っている。オレゴンシティ高校は州内でも3番目に生徒数の多い高校であり、1990年代に女子バスケットボールで3年連続してUSAトゥデイの全国選手権を制覇した。
市内にはクラカマス・コミュニティ・カレッジ、多くの私立学校や宗教系学校、およびクラカマス郡図書館情報ネットワークに属する公共図書館がある。

## 見どころ

### 博物館
オレゴンシティには多くの歴史的な建物が保存されており、例えばジョージア調家屋であるジョン・マクローリンの家がある。クラカマス郡最古の家屋であるアーマティンガーの家は1845年頃のものである。スティーブンス・クロウフォード博物館は1908年建築のものであり、15室の部屋には当時の装飾が残されている。この建物は1968年まで家屋として使われていた。
その他の博物館としては、オレゴン準州博物館や、当時の服装で「生きた歴史」のガイドが居るオレゴン・トレイル終端解説センターがある。オレゴン準州博物館に入っているクラカマス郡歴史協会記録保管所には、サンフランシスコ市に登録した区画図が保管されている。クラカマス・ヘリテージ・パートナーズがスティーブンス・クロウフォード博物館を含めこれらの博物館を所有し、運営している。2009年、クラカマス・ヘリテージ・パートナーズはこれら博物館の公開を維持できないと発表した。オレゴン・トレイル終端解説センターは9月に無期限で閉館され、スティーブンス・クロウフォード博物館とオレゴン準州博物館はボランティアがスタッフを務めているので、期間を限定して運営されることになっている。

### 公園
オレゴンシティには22か所の市民公園があり、将来的に増加する計画がある。市内最大の公園はクラカマス公園であり、クラカマス川とウィラメット川の合流点近くにある。公園内の施設としてはRVキャンプ場、ボートの進水施設とドック、スケートボード公園などレクリエーション用の設備がある。年間を通じて幾つかの土地の祭が開催されている。その他大きな公園としてはチャピン、ヒレンデール、リバークレストおよび新しいウェズレー・リン公園がある。

## 交通

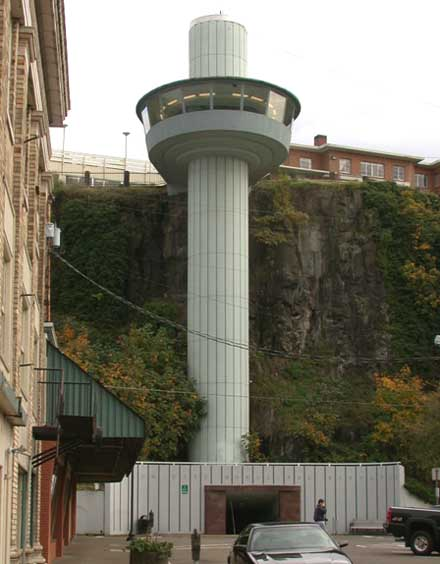
市営エレベーター

### 道路
州間高速道路205号線が市の北縁を通っており、市内を通る唯一の高速道路になっている。さらに州道43号線、同99号線東、同213号線が市内を通るか終端になっている。43号線と99号線東は市の中心街を通り、213号線は市内南部を通っている。

### 鉄道
ユニオン・パシフィック鉄道が市内を通っており、市の直ぐ西にあるブルーヘロン製紙工場に繋がっている。またアムトラックの駅もあり、ポートランドとユージーンを結ぶ列車「アムトラック・カスケーズ」が1日2往復している。

### 航空
市内には公共空港が無い。小さな私設飛行場が市の南部、ビーバークリーク道路沿いにある。旅客便を利用する場合は15マイル (24 km) 北のポートランド国際空港があり、一般用途空港としては約15マイル (24 km) 南、ムリノの町にあるポートランド・ムリノ空港がある。

### 水運
ウィラメット川は小艇ならば航行が可能であり、釣りやレクリエーション用のボートが産業として盛んである。ウィラメット滝ロックでは滝の周りを航行できる。クラカマス川は最下部を除いて航行できない。

### 公共交通
オレゴンシティはポートランド大都市圏の一部として地域交通公社であるトリメットがバス路線を運行している。1958年までは現在では廃業したポートランド・トラクション社が都市間電気鉄道を運行し、オレゴンシティとポートランドとを結んでいた。その軌道の残りが現在でも一部残っている。例えばオレゴン州道99号線東橋の直ぐ東にあるクラカマス川に架かる橋などである。今日、オレゴンシティは夏季に主に観光目的で「歴史的電気鉄道」を運行しているが、車体は実際の電気鉄道のものではなく、電気鉄道を模造したバスになっている。
トリメットを補完するために他に2つの公共機関が地域交通を担当している。南クラカマス交通地区は市南東端のクラカマス・コミュニティ・カレッジとモララまでの間、オレゴン州道213号線の南約18マイル (29 km) の路線を運行している。キャンビー地域交通はオレゴン州道99号線をオレゴンシティ交通センターとキャンビーの間で定期便を運行している。ウィルソンビルで運行する南メトロ地域交通がキャンビー地域交通と接続している。キャンビー地域交通にはウッドバーンに向かう路線もある。
トリメットはオンデマンド・サービスを運行しているが、キャンビー地域交通もそのサービス地域内を始終端とするオレゴンシティ内限定のサービスを提供している。トリメットとキャンビー地域交通の乗換が必要な場合、オレゴンシティ交通センターで可能である。オレゴンシティ交通センターは中心街の北東端11番通りとメインストリート角にある。

## 著名な出身者と住人

### オレゴン開拓史上の人物
- ジョン・マクローリン、"オレゴンの父"、1845年まではハドソン湾会社の推進者、1846年から1857年に死ぬまでオレゴンシティに住んだ。

#### オレゴン準州知事
オレゴンシティは1851年までオレゴン準州の州都だった。当時の知事は下記リストの通りである。
- ジョージ・アバーネシー、オレゴン・カントリーの暫定知事（1845年–1848年）
- ジョージ・ロー・カリー、ジャーナリスト、準州知事代行
- ジョン・P・ゲインズ、オレゴン準州知事（1850年-1853年）、その任期中に州都がセイラムに移された。
- ジョセフ・レーン、初代オレゴン準州知事（1848年–1850年）、1853年には知事代行
- キンツィング・プリチェット、1850年に知事代行

#### その他開拓史上の著名人物
- ジョン・C・エーンズワース、開拓者、事業家、蒸気船船長
- ジョージ・H・アトキンソン、開拓者、伝道師、パシフィック大学の共同設立者
- アシャエル・ブッシュ、開拓者、印刷業者、セイラムの「ステーツマン・ジャーナル」創刊者
- タビサ・ブラウン、開拓者、パシフィック大学の共同設立者
- ジョン・H・クーチ船長、船乗り、交易業者
- フィリップ・フォスター、開拓者、事業家
- グスタブス・ハインズ、伝道師
- アモリー・ホルブルック、市長、弁護士
- ピーター・スキーン・オグデン、開拓者、毛皮交易業者
- サミュエル・パーカー、政治家、開拓者
- ピーターG・スチュワート、開拓者、政治家、時計製造者
- ウィリアム・G・トボールト、開拓者、郵便局長、出版者
- アーロン・E・ウェイト、開拓者、オレゴン州初代首席判事
- アルビン・F・ウォーラー、開拓者、伝道師

### スポーツ
- ブライアン・バレス、メジャーリーグベースボール選手
- ジェフ・チャールストン、アメリカンフットボール選手
- エド・コールマン、メジャーリーグベースボール選手
- ジェフ・ラティ、メジャーリーグベースボール選手
- マット・リンドランド、オリンピックのレスリングで銀メダリスト、総合格闘家
- ダン・モンソン、バスケットボールのコーチ
- ジョナー・ニッカーソン、大学野球選手
- ディーン・ピーターズ、プロレスラー
- トレバー・ウィルソン、メジャーリーグベースボール選手、サンフランシスコ・ジャイアンツ、アナハイム・エンゼルス
- ルーク・ゾマー、野球選手
- リンゼー・ヤマサキ、女子バスケットボール選手

### 芸術
- メレディス・ブルックス、シンガーソングライター
- M・K・ホブソン、スペキュレイティブ・フィクション作家
- ケネス・スコット・ラトゥーレット、歴史家
- エドウィン・マーカハム、桂冠詩人
- ボビー・プレストン、俳優
- ルイス・コンラッド・ローゼンバーグ、画家、建築家
- ジェフリー・セントクレア、ジャーナリスト、著作家

### 事業など
- メルビル・イーサム、事業家、エンジニア、ラジオの開拓者
- デビッド・エクルス、鉄道経営事業家
- ラリー・G・ダール、名誉勲章受章者

## 姉妹都市

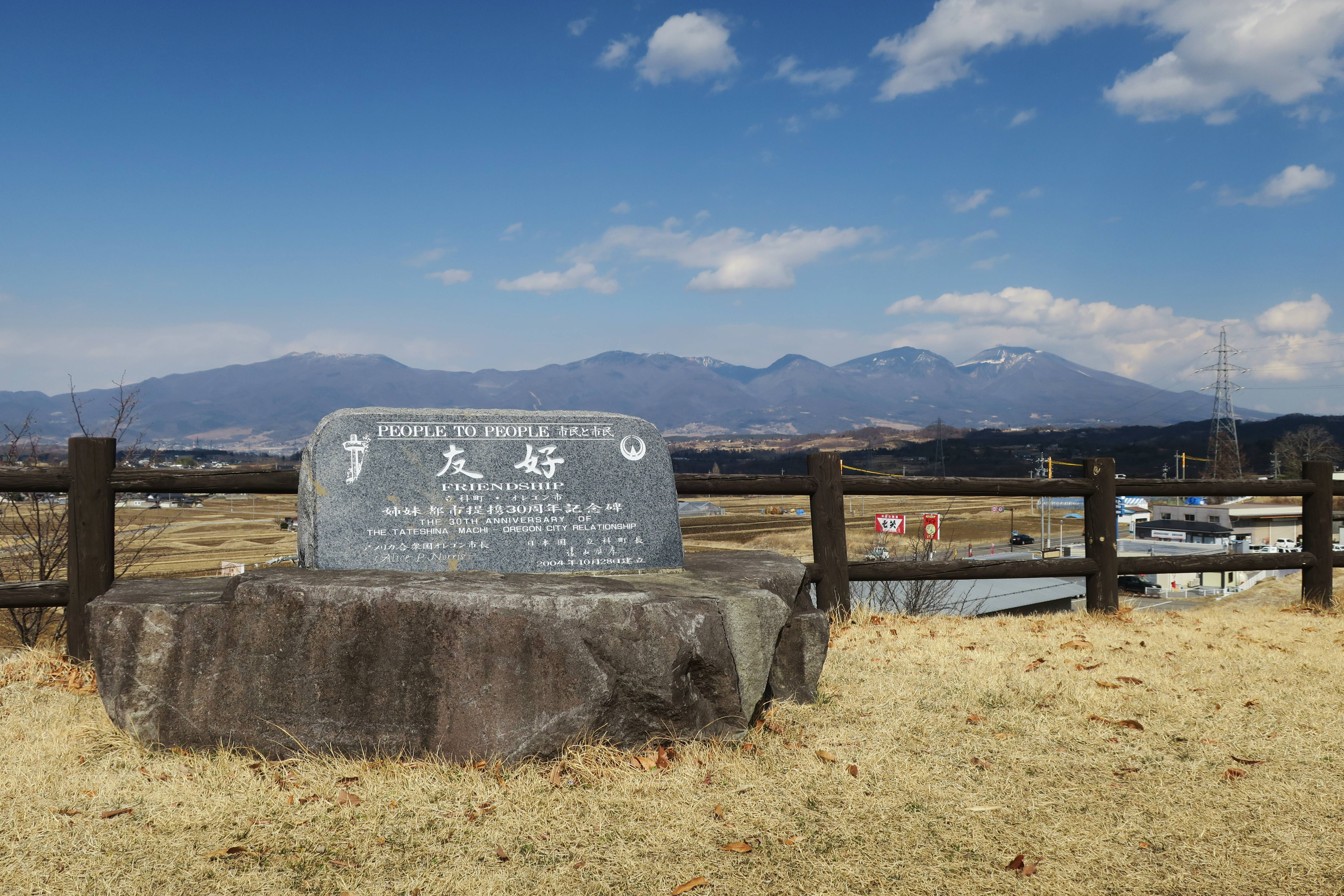
立科町に建つ友好記念碑

オレゴンシティは国際姉妹都市協会に指定される1組の姉妹都市を結んでいる。
- 日本、長野県、立科町